# Ајхвалд
Ајхвалд (њем. Aichwald) општина је у њемачкој савезној држави Баден-Виртемберг. Једно је од 44 општинска средишта округа Еслинген. Према процјени из 2010. у општини је живјело 7.681 становника. Посједује регионалну шифру (AGS) 8116076.

## Географија
Ајхвалд се налази у савезној држави Баден-Виртемберг у округу Еслинген. Општина се налази на надморској висини од 450 метара. Површина општине износи 14,7 km².

## Становништво
У самом мјесту је, према процјени из 2010. године, живјело 7.681 становника. Просјечна густина становништва износи 523 становника/km².